# Arachnothryx tacanensis
Arachnothryx tacanensis är en måreväxtart som först beskrevs av Cyrus Longworth Lundell, och fick sitt nu gällande namn av Attila L. Borhidi. Arachnothryx tacanensis ingår i släktet Arachnothryx och familjen måreväxter. Inga underarter finns listade i Catalogue of Life.